# Big Buck Bunny
A Big Buck Bunny, gyártáskori kódnevén a Peach (Barack), vagy Peach Open Movie (Barack Szabad Film), egy 2008-as számítógépanimációs rövidfilm, amelyet a Blender Foundation részeként működő Blender Intézet készített. Mint az alapítvány előző filmje, az Elephant's Dream, ez a film is teljes egészében a Blender nevű, szabadon elérhető animációs programmal készült és szabad licenc alatt került kiadásra.

## Történet

Részlet az animációból

A történet Big Buck Bunny, egy nagy, álmodozó nyúl napját követi végig, aki találkozik három erőszakos rágcsálóval: Frankkel (aki a csapat vezetője), Rinkyvel és Gamerával. A rágcsálók kedvenc időtöltése az erdei lények háborgatása, mindenféle terményekkel és kövekkel dobálása. Big Buck Bunny kedvenc lepkéjének halála, és egy erőszakos támadás után a nyúl félreteszi érzékeny természetét és kidolgozza az ellencsapás akciótervét, hogy bosszút álljon a rágcsálókon.

## Gyártás
Az Elephant's Dream után ez a második rövidfilm, amelyet a Blender Intézet, a Blender Alapítvány kifejezetten nyílt tartalmú filmek és játékok készítésére létrehozott részlege gyártott. A készítést az alapítvány finanszírozta a Blender közösség adományaiból, az előzetesen eladott DVD-példányokból és a szponzorok segítségéből. Mind az elkészült film, mind pedig a benne szereplő adatok, animációk, karakterek és textúrák szabad Creative Commons licenc alatt érhetők el. A filmet a Sun Microsystems grid computing szolgáltatásával, a Sun Griddel renderelték.
A film munkálatai 2007 októberében kezdődtek. A film hivatalos premierje 2008. április 10-én volt Amszterdamban, míg a letölthető változat 2008. május 30. óta érhető el.

## Hatása a Blenderre
Mint ahogy az Elephant's Dream készítése során is, az új film kapcsán is számos fejlesztés került a Blenderbe a filmkészítők kívánságai alapján. Fejlesztettek a haj és szőrmodelleken, a részecske-alrendszeren, az UV mappingen, a shaderökön, a renderelési folyamaton és a vázmodellezésen. Szintén a projekt folyamán került az „ambient occlusion” módszer implementálásra, ez a felületek fénylésének, fényvisszaverésének egy szimulációs módszere, amely életszerűbbé teszi azokat. Mindezen fejlesztések a 2.46-os Blenderben váltak elérhetővé.

## Lásd még
- Elephant’s Dream
- Sintel